# 石子と羽男-そんなコトで訴えます?-
『石子と羽男-そんなコトで訴えます?-』（いしことはねお そんなコトでうったえます）は、2022年7月15日から9月16日までTBS系「金曜ドラマ」枠にて放送されたテレビドラマ。主演は有村架純と中村倫也。西田征史の脚本によるオリジナル作品。
東大卒のパラリーガル「石子」こと石田硝子と、高卒の弁護士「羽男」こと羽根岡佳男が凸凹コンビを組み、ふたりの元にやってくる人々が抱える身近なトラブルに挑みながら、お互いのコンプレックスに向き合い成長していく姿をコミカルに描くリーガルエンタテインメント。
オープニングには、その放送回の法律トラブルが何かを視聴者に説明するアバンタイトルが設けられており、石子と羽男が寸劇を行う。

## キャスト

### 主要人物
石田硝子（いしだ しょうこ）〈28〉
演 - 有村架純
東大卒のパラリーガル。4回司法試験に落ち、5回目の受験を諦めている。
「真面目でコツコツ積み上げていく、そして石のように頭が固い」ことから「石子」と呼ばれている。
両親が離婚後に暮らしていた母親との死別後、父親の綿郎と暮らし始め、彼が営む「潮法律事務所」に勤務する。利益にならない案件は基本、引き受けないルールを課している。
初めて司法試験に挑んだ年、試験会場前でイヤホンをつけた歩きスマホの女性が赤信号に気づかず車道に侵入、トラックに轢かれる交通死亡事故に遭遇し、目撃のショックで試験を受けられる精神状態でなく不合格となる。以後も毎年司法試験になるとトラウマから事故を思い出し、実力を発揮できなくなっていた。しかし、父の綿郎からの励ましでラストチャンスの司法試験の受験を決心し、試験開始前には交通死亡事故目撃のトラウマを羽男の助けで克服し、試験に挑む。
羽根岡佳男（はねおか よしお）〈34〉
演 - 中村倫也
高卒の弁護士。見たものを写真の様に記憶する「フォトグラフィックメモリー」の持ち主で、この能力で司法試験に一発合格している。
羽のように軽やかな性格から「羽男」と自称。周りの目を気にして、「型破りな天才弁護士」に憧れているが、想定外のことが起こるとパニックを起こし思考停止するため、弁護士としての能力に問題を抱え仕事にあぶれていたところ、ひょんなことで綿郎と出会い、「潮法律事務所」で雇用される。
不動産投資詐欺の訴訟で裁判官を務めた父・泰助が自身の理想に当てはめず、動揺でパニックを起こし、気丈に振る舞えない本当の自分を見てくれたことを嬉しく思い、そんな父から町弁の立場で頑張るように励まされる。
半人前の自分も、石子と一緒なら二人前以上に頑張れると今後も弁護士とパラリーガルの関係を続けたいと気持ちを打ち明ける。
潮綿郎（うしお わたろう）〈65〉
演 - さだまさし
石子の父。弁護士で「潮法律事務所」の所長。根っからのお人好しで困っている人を放っておけず、貧しい人から弁護料を受け取らないため、事務所の経営状況は芳しくない。
誰とでも友達になり、綿のようにふわふわとした性格。羽男を事務所にスカウトする。
お人好し過ぎて母が苦労したと考える石子から、親子ながら敬語で話しかけられ距離を置かれていたが、羽男からそれとなく促されたことで石子に謝罪し、わだかまりを解消する。また、石子に人生は思っているよりも短く、悔いの残らない人生を歩むようにとラストチャンスの司法試験を受験することを勧め、受験の手続きを行う。
大庭蒼生（おおば あお）〈26〉
演 - 赤楚衛二
「潮法律事務所」のアルバイトスタッフ。中古車販売店「カーキャプテン」の元販売員→整備士。
素直で何事も疑わない性格だが、それ故に騙されやすく、何度か事件に巻き込まれている。
カフェのコンセントで充電していたことで訴えられた件や、前職でパワハラを受けていた件で石子と羽男に救済され、就活で次の仕事が見つかるまでの間、「潮法律事務所」でアルバイトをすることになる。
石子の出身高校の後輩で、当時から石子に好意を抱いており、「ナカマル」への就職が決まった際に告白し、交際関係となる。
不動産投資詐欺に絡んだ放火殺人で弟・拓を庇い、自分が放火したと虚偽の自白をするが、石子たちの尽力で無実であることが証明され不起訴となり、三度救済され、その過程で「ナカマル」の刀根社長から引き継いだ、不動産仲介業者「グリーンエステート」の社長の名義貸しで不動産投資詐欺に巻き込まれたことを知り、両社を退職する。退職後は再び「潮法律事務所」でアルバイトとして働いている。
塩崎啓介（しおざき けいすけ）〈40〉
演 - おいでやす小田
爆食の町・鴨ヶ谷で父親が経営する「そば処 塩崎」で働く。明るくて気さくな性格。
石子に一目惚れしアプローチを続けているが、彼女からは相手にされていない。

### 周辺人物
羽根岡優乃（はねおか ゆうの）
演 - MEGUMI（第3話・第4話・第7話・最終話）
羽男の姉。検事。
弟の羽男が弁護士としての能力に問題があることを認識しており、現実を見ず、自分の見たいものを見たいように振る舞う父・泰助の言動には適当に返事をしておけばよいと羽男に助言する。
違法カジノを摘発したいが、検察の身内である新庄がカジノ通いしていたので検察が動かない可能性を見越し、羽男と石子たちを誘導して警察を動かし、カジノの内情を暴かせた切れ者ではないかと石子に看破されている。
石子とは馬が合い、一緒にスーパー銭湯で女子会を開こうと石子を誘う。
羽根岡泰助（はねおか たいすけ）
演 - イッセー尾形（第3話・第8話 - 最終話）
羽男と優乃の父親。裁判官。
自身の誕生日の会食の席で、「潮法律事務所」で働くことになった羽男に「優秀な弁護士だから引く手数多だったろう」と質問し、実際は弁護士の能力を問題視され仕事にあぶれていた羽男を自身の理想に当てはめようとプレッシャーをかける。
後日「潮法律事務所」での弁護士の仕事に充実感を得ていた羽男の前に現れ、自分の勧める弁護士事務所に移籍させようとする。しかし、不動産投資詐欺の訴訟で原告代理人となった羽男が第1回公判でパニックを起こしていたことを理由に、自分の信用に関わるので弁護士事務所に紹介出来ないと前言撤回し、今後は一切手助けしないと告げ、内心では町弁の立場を選び全面勝訴した息子を認め、自分の理想に当てはめようとしていた愚行に気づき、頑張りなさいと励ます。
刀根泰士
演 - 坪倉由幸（第7話・最終話）
大庭の再就職先であるオフィス用品販売会社「ナカマル」の社長。大庭を御子神の主催する会合に参加させる。
「ナカマル」の子会社で不動産仲介業の「グリーンエステート」の社長を兼ねていたが、月10万円の役員報酬を出すと持ち掛け、入社して間もない大庭に「グリーンエステート」の社長を引き継がせ、不動産投資詐欺の苦情が大庭に向けられるように仕向ける。
放火された公園のトイレから発見された真っ黒に焼け焦げたオイルライターを、取り調べする検事の羽根岡優乃に「緑色のライター」と持ち主しか分らない情報を口を滑らせたため、放火の実行犯であることを自白するはめになり、不動産投資詐欺は絶対にバレないと御子神に持ち掛けられ、御子神の儲け話に加担したことを認める。
SNSで焼身自殺をほのめかしていた日向が本当に自殺するか様子を伺っていたが、日向のライターが着火しなかったことから、自身の所有する「緑色のライター」でガソリンを被った日向に向かって火を放っていた。
御子神慶（みこがみ きょう）
演 - 田中哲司（第5話 - 最終話）
エンジェル投資家。短パンにビーチサンダルの出で立ちで「ナカマル」に高級車で乗り付け、平身低頭の社員たちに出迎えられる。
環境省主催の「ECOとビジネス」と題したオンラインシンポジウムで講演し、カーボンニュートラルの政府の取り組みに理事として迎え入れられるなどしており、熱心なファンを多数持つ。しかし裏では、そのような熱心なファンのうちの会社経営者に捨てアカを使い不動産投資詐欺を持ち掛け、海外を経由して証拠が残らないようにマネーロンダリングして上前をはねる悪行を働いている。
「四つ星ハウジング」と「グリーンエステート」の不動産投資詐欺について刀根に詐欺を持ち掛けたことを自白されるも、関りがなく証拠もないと主張、法律は力の強い人間のためにあると石子と羽男たちを愚弄し、逮捕を巧妙に免れる。
しかしヘビースモーカーで吸殻ポイ捨ての常習犯である習性を羽男に突かれ、1か月間の徹底的な行動監視の下、その間53回ポイ捨てした吸殻を証拠として回収され、ポイ捨ては火災につながる悪質な犯罪との石子の告訴が警察に受理され逮捕される。当初、ポイ捨ての刑罰はたいしたことは無いと高を括っていたが、マスコミに逮捕を大々的に報道されたことで、カーボンニュートラルの取り組みの理事を解任され、ファンたちは失望から一転して彼を非難して離れていき、社会的信頼を失う。

### ゲスト

#### 第1話
梅林
演 - 田中要次
「カフェ・ド・セボン」の店長。
店のコンセントで充電を行っていた大庭を訴え、損害賠償として100万円を請求してくる。
金銭の請求は滞納していたカフェの家賃の支払いのためで、それに気付いた石子たちから大家との仲裁に入ることを提案され訴えを取り下げる。
沢村篤彦（さわむら あつひこ）
演 - 小関裕太
「カーキャプテン」の営業。大庭の同僚。
支店長の矢野にパワハラを受ける大庭を助けるが、そのことで次のパワハラの標的となる。
その後、矢野に屈して大庭を裏切り、大庭が矢野に暴言を吐くLINEを送信した偽装工作に加担する。
大庭を追い出す陰謀工作にも加担しそうになるが、石子の説得で密かに録音していた、矢野が大庭を嵌める指示を出す音声データを公開し、矢野のパワハラを糾弾する。
矢野（やの）
演 - 丸山智己
「カーキャプテン」小井手店の支店長。
支店間の競争を理由に営業に売上アップを強要し、大庭に対して要領が悪いと執拗に叱責するパワハラを働き、大庭を庇った沢村にもパワハラを働く。暴言メールを偽装して罠に嵌め、大庭を営業から整備士に異動させただけでは飽き足らず、沢村に走行距離を改ざんした中古車を大庭に販売させる陰謀工作を持ちかけ、不正営業の責任を取らせて大庭を解雇しようとする。
川合、千晶
演 - 長友郁真、中井千聖
「カーキャプテン」の営業。実際は大庭が沢村にパワハラを働いていたのだと羽男に訴える。
弁護士
演 - ふるごおり雅浩
離婚調停の妻側の代理弁護人。
依頼人
演 - 野村修一
離婚調停を「潮法律事務所」に依頼した男性。
調停委員を味方につけるため、羽男が妻の落ち度を指摘したのを庇ったことで、妻から見直され離婚を回避する。
硝子の母
演 - 竹中友紀子
太極拳講師
演 - 松浦新

#### 第2話
相田瑛子（あいだ えいこ）
演 - 木村佳乃
孝多の母親。シングルマザー。
息子が内緒でスマホゲーム「ドロ・パズ（ドロッピング・パズル）」に課金した19万円を取り返して欲しいと「潮法律事務所」の無料法律相談会を訪れる。
クレジットカードの利用停止後も1日の限度額まで課金されてしまい、アカウント乗っ取り犯による詐欺（電子計算機使用詐欺罪）の可能性が浮上する。
課金の犯人は逮捕され事業者から返金も可能となったが、家庭の方針で返金は求めないと石子たちに話すと、石子から母子世帯が受けられる補助金の一覧表を渡される。
相田孝多（あいだ こうた）〈12〉
演 - 小林優仁
小学生。母に内緒でスマホゲームに課金していたのは、受験ノイローゼで学習塾を辞めるためだったと告白する。しかし実際は法律相談で未成年の高額課金は返金されると確認した上、塾代のためにダブルワークで働き詰めの母に楽をしてもらうための狂言で、返金を拒まれるとは予想していなかった。
丹澤文彦（たんざわ ふみひこ）
演 - 宮野真守（第8話）
「ドロ・パズ」の運営会社の顧問弁護士。羽男の「リック&ベンジャミン法律事務所」時代の元同僚。
18歳以上か質問された上での課金のため、羽男からの返金要請を受け付けず、納得できない場合は裁判で決着するしかないと伝える。
孝多が課金の年齢確認を促された当時は仕様変更前で、利用規約が読み難い仕様で、運営会社に落ち度があると羽男に指摘される。
後日、グルメサイト運営会社「ドットM」の顧問弁護士として羽男と再び対峙する。
近藤燿平
演 - 神谷圭介
中学受験向けの学習塾「ビルドアップ」の講師。
深瀬梨沙
演 - 富田望生
「ビルドアップ」の女性事務員。
高校を出れば働けと毒親に育てられたことから、親ガチャでいい親を引き当て中学受験できる子供たちを妬んでおり、以前勤務していた学習塾でも受験生の足を引っ張る行為を行っていた。
事務室で孝多のスマホのパスワードを絵美瑠が口ずさんでいたのを聞いており、「予備校を辞めたい孝多のため」という口実で栄一を脅して「ドロ・パズ」に課金させるように誘導していた。最後は一連の犯罪行為を羽男に通報され、警察に逮捕される。
北野栄一
演 - 横山歩
「ビルドアップ」に通う小学生。孝多の友達。実家が代々医者の家系。
孝多のアカウントを使い課金していたが、模試でのカンニングをばらされたくなければ孝多のアカウントで課金をしろと書かれた脅迫メモを深瀬に渡された上での犯行であった。
田中絵美瑠
演 - 夏野琴子
「ビルドアップ」に通う小学生。孝多の友達。羽男が弁護士だが高卒と知ると対応が冷たくなる。
親からスマホゲームを禁止されていたのを不憫に思った孝多から、ゲームをさせるため孝多のスマホのパスワードを教えてもらっていた。

#### 第3話
山田遼平（やまだ りょうへい）
演 - 井之脇海
大学生。映画を短く編集する「ファスト映画」により、著作権法違反で映画会社から告訴、逮捕される。
羽男に反省を前面に出す法廷戦略を提案されるも、著作権法違反への理解と罪悪感がなく、第1回公判で判事に開き直った態度をとる。
これまでの自身の山田監督作品の「ファスト映画」の投稿や、助監督の諸星が投稿した山田監督の新作の「ファスト映画」が原因で、新作の上映が打ち切られた現実を羽男から突き付けられ、初めて自分が犯した罪の深さに気付き、以降の裁判では反省の弁を述べたことで、執行猶予付きの判決を受ける。
山田恭兵（やまだ きょうへい）
演 - でんでん
遅咲きで評価された映画監督。山田遼平と名前が似ているため、「ファスト映画」を投稿したと誤解され、SNS上で誹謗中傷される風評被害に遭う。これも人生を見直すいい機会かもしれないと前向きに捉えていたが、自身の新作『穢れし曳航』の「ファスト映画」がアップロードされ、次は自作自演ではないかと風評被害に遭う。その結果、苦労して工面したスポンサー企業からの資金だけでなく、自腹で1300万円を制作費につぎ込み10年をかけて制作した新作が打ち切りになったことから、結審後、遼平が謝罪に訪れるが、激昂することはなかったものの、彼を許すことはなかった。
赤井秀美
演 - 赤間麻里子
映画制作会社の社員。新作映画公開を控えたタイミングで山田監督が風評被害を受けたことから、原因となった山田遼平を名誉棄損で訴えようと監督に進言する。
諸星
演 - 今井隆文
助監督。熱心な山田監督ファンで、彼を待ち伏せして懇願し、スタッフとなった経歴を持つ。
風評被害で山田監督の新作の興行成績が振るわなかったことから、新作の「ファスト映画」を拡散して少しでも観客動員を増やそうとするが、映画レビューサイトで新作が酷評される材料に使われてしまい、結果的に上映打ち切りの原因となる。新作ではカットされたシーンを「ファスト映画」に用いたことから、映画を鑑賞し、全てのシーンを記憶していた羽男に編集者であることを突き止められる。
後日、山田監督に新作の「ファスト映画」をアップロードしたことを打ち明けると、解雇された。
裁判長
演 - 岩田知幸
羽根岡瞳（はねおか ひとみ）
演 - 小野田由紀子
羽男と優乃の母親。

#### 第4話
堂前一奈（どうまえ かずな）
演 - 生見愛瑠（第3話）
運転する電動キックボードで新庄隆信に衝突し、新庄が帰宅後に容体が急変したことから、ひき逃げ（救護義務違反）の容疑で警察に逮捕されるが、救急車を呼ぼうかと救護したことを主張し、刑事事件で争うことになる。
4年前の17歳の時に交際相手と自転車の二人乗りをしていた際に衝突事故を起こしたが、身に覚えがないと証言したものの、防犯カメラにその際の映像が残っていることが判ると前言を撤回し罪を認めた前科があったことから、今回も虚偽の証言ではないかと公判で優乃に指摘される。しかし、石子と羽男たちによる事故当日の新庄の行動調査と、姉・絵実の懸命な目撃者探しが功を奏し、新庄が救護を拒否していたことが立証され、執行猶予付きの判決を勝ち取る。
新庄隆信（しんじょう たかのぶ ）
演 - じろう（シソンヌ）（第3話）
会社員。堂前一奈にキックボードで衝突され、帰宅後に容体が急変し一時意識不明となる。意識を取り戻すと1000万円の示談金を一奈側に求めるが、高額で要求額通り支払えないと羽男が交渉したため、刑事裁判で争い、民事裁判でその額を請求すると告げる。
事故当日、リンゴの様な甘酸っぱい香りがしていたことを一奈や、石子たちが事故現場周辺で聞き込み調査した男性も証言するが、それは事故当日、入店した違法カジノに蔓延していた水タバコの煙特有の匂いが染みついたものと石子たちの調査で明らかとなり、入手した事故直後の証拠映像も加わり、違法カジノ通いの発覚を恐れて救護を拒否したことが立証され、後日、賭博容疑で逮捕される。
堂前絵実（どうまえ えみ）
演 - 趣里
一奈の姉。「潮法律事務所」に、ひき逃げ容疑で逮捕された妹の弁護を依頼する。
2年前、両親と共に交通事故に遭い、その事故で両親を亡くし自身は視力を失っており、綿郎から親身になった支援を受けている。
妹を守るため、自宅を売却し示談金の1000万円を工面しようとする一方、妹の証言を信じ、事故当日の目撃者を探すために事故現場近くで連日ビラを配ったことがSNSで拡散され、そのことを知った目撃者の長距離トラック運転手が事故の様子を記録したドライブレコーダーの映像を提出してくれたことで、一奈が新庄を救護する様子が確認され、妹の執行猶予判決に繋がった。
新庄和可葉
演 - 西山繭子
隆信の妻。一奈がキックボードで夫をはね、そのまま逃げられたと夫が発言していたと主張し、一奈がひき逃げ容疑で逮捕される。
東京地検の検事正の娘で、検察組織内での忖度から普段、交通事故事案を担当しないエース級検事の羽男の姉・優乃が駆り出される。
違法カジノの黒服
演 - 一ノ瀬ワタル
新庄の紹介で来店したと嘘をつき入店した石子と羽男を、新庄がそのような紹介はしていない確認が取れたことから監禁しようとするが、カジノ摘発に乗り込んできた警察に逮捕される。
裁判官
演 - 林和義
一奈と新庄の交通事故の刑事裁判の担当判事。
目撃者
演 - 黒田浩史
一奈と新庄の交通事故当日の新庄の目撃者。一奈の証言と同じく、新庄からリンゴの様な甘酸っぱい匂いがしたことを証言する。
広畑一親
演 - もろいくや（第9話）
優乃の先輩検事。一奈と新庄の交通事故の刑事裁判を優乃が担当することを知り、新庄の証言を彼が検事正の娘婿であることから「長い物には巻かれよう」と信用するよう優乃に促し、相手側弁護士が弟の羽男だからといって手を抜かないようにと釘をさす。
大庭を放火殺人の容疑で取り調べた際は、焼死した日向理一郎の妻・綾が、夫が焼身自殺することを綴った遺書を残していたことを証言し、蒼生の弟・拓がトイレが燃えた日に公園に行ったのは自分で、兄の蒼生が自分を庇い、放火した人物を目撃したと証言したことから、蒼生を不起訴処分とする。

#### 第5話
重野義行（しげの よしゆき）〈69〉
演 - 中村梅雀
久瑠賀町に住む塩崎の叔父。隣家の梅の木の枝が自宅の敷地内に伸びてきて、毛虫が大量発生し悩まされていたが、塩崎経由で「潮法律事務所」が動いてくれたことで問題が解決する。しかし後日、隣家の有森からピアノ演奏を騒音と主張され、慰謝料を請求される。
慢性腎不全で3日に1度、病院で人工透析を行っており、生い先が短いと考え有森との仲が深まっても迷惑がかかるのではないかと交際することを躊躇していた。その事情を知った石子たちから生前整理で気兼ねなく有森と交際することを勧められる。
有森万寿江（ありもり ますえ）〈67〉
演 - 風吹ジュン
重野の隣家に1年前に越してきた女性。一人暮らし。重野のピアノ演奏が騒音だと主張し慰謝料を請求する内容証明を送付してくるが、町内会長の川越が有森に気を使い牽制のために準備したもので、自分の意思に反するものであった。むしろ久瑠賀町に引越ししてきた理由を町内の人間で唯一尋ねない重野の距離感に好意を抱き、映画「カサブランカ」を名画座で一緒に観賞するなど仲を深めていたが、3か月前から突然交際を拒否するようになった重野を不思議に思っていた。
橋本
演 - しのへけいこ
久瑠賀町の住人。羽男と石子たちの事情聴取に、1年前に越してきた有森は町内のマドンナ的存在であると答える。
川越浩介
演 - 渡辺哲
久瑠賀町の町内会長。司法書士で有森に騒音問題の件を一任されたと主張し、騒音問題の内容証明を作成した張本人。人畜無害な駆除剤で毛虫を駆除する代わり有森が騒音の訴えを引き下げてくれないかとの羽男の思惑に、それとこれとは別だと慰謝料50万円を請求する。
医師
演 - 島田桃依
久瑠賀町の鶴山病院の女医。腹痛に苦しんだ石子が卵巣嚢腫の疑いがあると診察する。

#### 第6話
高梨拓真
演 - ウエンツ瑛士
1歳半の双子の息子の父親。分譲賃貸の自宅マンションが「事故物件」である疑惑があることから、家主の不動産会社に引っ越し代と慰謝料を請求して欲しいと羽男にDMで依頼する。友人たちとアプリ会計のサービス会社を立ち上げたばかりで育児休暇を取ることができず、妻の文香に子育てを任せきりのため負い目を感じていたが、石子からべビーシッターの補助制度を教えてもらう。
依頼解決で顧問弁護士になることを期待していた羽男に、会社がまだ小さいことを理由に顧問弁護士の件をやんわりと断った。
高梨文香
演 - 西原亜希
育児ノイローゼ気味の拓真の妻。8月29日にマンション自室の506号室が「老人が孤独死した呪われた幽霊物件」と書かれた怪文書を投函されたことを境に体調不良となり、幻覚や幻聴を見聞きする症状が現れる。保活中で子供を保育園に預けることができず、ついに過労でうたた寝している間にボヤ騒ぎを起こして入院してしまう。
体調不良は怪文書のせいではなく、入居前のリフォームで厚労省の基準値を超えるホルムアルデヒドが発生していたためのアレルギー反応で、体調を崩しシックハウス症候群を発症していた。
高梨天、高梨海
演 - 瀬脇碧斗、葭内悠晴
高梨家の1歳半の双子。
六車瑞穂
演 - 佐藤仁美
不動産会社「ミズホーム」の社長。羽男の交渉に対し、高梨の前に1名借主がおり老人の孤独死は告知義務がなく、リフォームを実施していることを訴え、羽男の請求を拒否する。
506号室に村井邦久を金銭を払い一定期間入居させルームロンダリングで事故物件の告知義務を回避し、建築基準法違反のリフォームで基準値を超えるホルムアルデヒドを発生させていた証拠を羽男たちに掴まれ、高梨の要求とボヤ騒ぎの現状復帰費用の免除などの条件を飲まされる。
金子
演 - 伊藤修子
高梨の隣室の住人。マンション内で幽霊が出る噂があると管理組合の会合で羽男たちに証言する。
以前506号室に住んでいた住人が回覧板を持ってきた際のインターホンの録画映像が残っていたことから、怪文書を投函した人物ではないかと映像データを提供するため「潮法律事務所」に現れる。
谷
演 - さいとうなり
105号室の住人。8月29日に怪しい人物を目撃したが、住民を売るような気持ちになり、会合で羽男たちに言いそびれていた。
子育て中で月8万円を払い、私立保育園に子供を通わせている。
熊切恵
演 - 向里祐香
子育て中のマンションの住民。羽男に過去の脅迫罪の実刑判例を列挙され、石子から保活中で会社に復帰できていないことを指摘されると、高梨家のポストに怪文書を投函したことを認める。後から越してきた高梨家の子供が双子ということで認可保育園に入園できるポイントが高いことに逆恨みし、マンションを退去させ、自分の子供が入園できる確率を上げようと改文書を投函していた。
怪文書の件で高梨家に謝罪に訪れるが、以前スーパーで妻・文香が双子の世話を助けてもらったことがあり、同じ子育ての悩みを抱えていることから拓真から罪に問われることはなかった。
落合
演 - 江端英久
マンションの管理人。個人情報保護の観点で、高梨家の前に506号室に入居していた人物の情報開示を拒否する。
藤崎
演 - 三田村賢二
藤崎工作所の社長。金子が提供した映像データに映っている人物が、以前勤めていた村井邦久であることを証言する。
藤崎の妻
演 - 松山尚子
羽男が藤崎工作所の社員の履歴書を閲覧しているのをコンプライアンス違反だと憤慨し、履歴書を取り上げる。
村井邦久
演 - くまかつみ
藤崎工作所の元社員。506号室の高梨家のひとつ前の住人。「ミズホーム」から金を渡され、506号室に入居し、ルームロンダリングに加担していたことを羽男たちに証言する。
サティヤム
演 - ラジャS（第7話）
キッチンカー「マサーラカリー」の外国人店主。店の看板に自転車で衝突してしまった羽男に外国語で捲し立てる。
キッチンカーを破損させた犯人を見つけ出し、損害賠償請求するよう羽男に依頼する。

#### 第7話
川瀬ひな（かわせ ひな）〈16〉
演 - 片岡凜
繁華街・丸来町にある山室ビルの横、通称「山ヨコ」に集まる少女の一人。隠語で「案件」と呼ばれる売春で生活費を稼いでいた。
美冬は初めてできた親友と言える存在で、彼女に暴行した継父・東辰久を傷害罪で告訴するよう羽男たちに訴えるが、確固たる証拠もなく告訴しても、推定無罪で罪に問えないと羽男から説明を受ける。
石子たちの尽力で東辰久による美冬への傷害立件の目途が立つと、美冬とともに都民シェルター支援センターに身を寄せる。
東美冬（あずま みふゆ）
演 - 小林星蘭
ひなの友人。地雷系ファッションに身を包む少女。1カ月前に家出し、流れ着いた「山ヨコ」で出会ったひなと意気投合する。
「案件」中の録画データが収められたSDカードを、Kに変装し保管場所のカフェ「KNIGHT」から回収しようとしたが、正体がばれ逃走する際にマサーラカリーのキッチンカーにぶつかり、右サイドミラーを破損させていた。
後日、丸来町に現れた継父の東辰久に襲われ、逃走中に歩道橋で足を踏み外し転落、頭部強打で出血し病院に搬送され、意識不明でICUで治療を受ける。その後、意識を回復し、暴力をふるっていた東辰久を傷害罪で告訴し、都民シェルター支援センターに身を寄せる。
東辰久（あずま たつひさ）
演 - 野間口徹
美冬の継父。美冬の母・三奈美の再婚相手。3年前に再婚して以来、ずっと家族に暴力をふるい続け、美冬の左腕から背中にかけアザができるほど殴り続けていた。石子が仕向けた塩崎と大庭の芝居にのせられ、美冬に躾の名のもと暴力をふるっていたことを認める発言を録音され、意識を取り戻した美冬から傷害で告訴される。裁判では羽男たちの尽力で「キッチンカー破損」と「案件」の2つの映像から暴行による美冬のアザが立証され、傷害での立件が決定的なものとなる。
東三奈美
演 - 坂倉奈津子
美冬の母親。再婚相手の東辰久の暴力を恐れ、彼に支配されていた。
山ヨコキッズの未成年
演 - 松本怜生
キッチンカーの物損事故について聞こうとした羽男に「代わりにタバコ買って」とねだる。
木崎成貴
演- 若林時英
カフェ「KNIGHT」の従業員。Kの関係者で、Kが所持していた案件中の録画データでひなを脅迫し、Kに成り代わり金を搾取しようとするが、脅迫中のスマホでの会話を羽男に聞かれていたことから、脅迫罪が成立すると言われると恐れおののき、録画データを羽男に差し出した。
桑田佳那美〈20〉
演 - 湊さやか
丸来町に集まる若者たちから「K」と呼ばれ支持されていた人物。山ヨコキッズ三銃士のひとり。敵対する勢力の19歳の少年に殺害され死体を遺棄される。売春あっせんに関わり、少女たちが「案件」と呼ぶ売春中の映像を抑えており、警察に通報すると脅して、「案件」で手に入れた金銭の7割を搾取していた。マサーラカリーのキッチンカーを破損した人物として羽男たちに行方を追われていたが、破損事故の際には既に亡くなっていた。
舟木
演 - 是近敦之
美冬によるキッチンカー物損事案の民事裁判の東辰久側の代理人弁護士。
裁判長
演 - 大滝明利
美冬によるキッチンカー物損事案の民事裁判の裁判長。

#### 第8話
香山信彦
演 - 梶原善
「隠れ家」を売りにする鴨ヶ谷の創作料理店「inside」の店主。綿郎の知人。グルメ情報サイト「ウマレポ」に無断で掲載された評価が高く、常連客を接客中に新規顧客が大挙して押しかけ「隠れ家」のスタンスが崩れたことから、掲載記事の削除を求めてサイト運営会社を訴えたいと「潮法律事務所」に相談に訪れる。
亡妻が「隠れ家」のスタンスで経営することを勧めていたために強いこだわりを持っていたが、情報削除の訴訟を起こした過程で息子の洋が店を支えようとしてくれたことを知り、彼の意見も受け入れ、1日3組限定で客を受け入れる方針に転換する。
香山洋
演 - 堀井新太
大喧嘩したまま疎遠になっている信彦の息子。採算度外視で「inside」を経営する父を心配し意見した際、父を支えるため母が苦労して亡くなったと言って仲違いしてしまった。しかし陰では「inside」を支えようと父のために仕入れ先の農家などを探しまわっていた。
香山蘭
演 - 小池里奈
洋の妻、妊娠7か月。夫と義父の不仲から、まもなく孫が生まれることを義父に伝えられず悩む。
洋が探しだした仕入れ先の農家の情報を友人の沙月を介し、義父の信彦に伝えており、売上が伸びれば、夫・洋の意見が正しいと義父・信彦が認めてくれると考え、「おかわり名人」の投稿者名で「ウマレポ」に「inside」の情報を書き込んでいた。
香山明恵
演 -
信彦の亡くなった妻。商社マンとして働き詰めだった夫を見かね、夢だった飲食店の出店を勧めており、また忙しくなっては意味がないので、「隠れ家」のスタンスで少数の常連客限定で店を経営しようと勧めていた。
沙月
演 - 橘美緒
「inside」の元アルバイトスタッフ。フリーライター。香山蘭と同じ大学の友人。グルメ情報サイト「ウマレポ」に「inside」のことを書き込んだ「おかわり名人」は自分であると羽男たちに認め、承認欲求から書き込んだと証言する。しかし、「おかわり名人」の複数のグルメレポートの文体のバラツキや、出身地の違いを羽男から指摘されると、「おかわり名人」は香山蘭と共同で使っていた投稿者名で、「inside」に関しては蘭が書き込んだものであると明かす。
江崎、久保、林
演 - 吉増裕士、川崎麻里子、野田慈伸
「inside」の常連客たち。
定井
演 - 井上肇
グルメ情報サイト運営会社「ドットM」の社長。香山信彦からの「ウマレポ」情報削除請求訴訟に勝つよう、顧問弁護士の丹澤にプレッシャーをかける。
羽男が裁判で「知られたくない権利」を主張したことで世論が香山信彦に同情し、会社に苦情が殺到したため、情報サイトから「inside」の情報を削除することで先方と和解するよう丹澤に指示を出す。
裁判長
演 - 渡辺憲吉
「inside」と「ドットM」とのウェブサイト情報削除請求事案の担当裁判官。
嵯峨根
演 - 桜井聖（第9話・最終話）
警視庁妹尾警察署の刑事。大庭を下川北公園のトイレを放火した容疑で任意同行を求める。

#### 第9話
保科
演 - 永岡卓也（最終話）
御子神のマネージャー。石川県のリフォーム会社「あすなろリフォーム」の社長・秋山に不動産投資詐欺の舞台となったマンションリフォームに関する証言を得ようとしていた石子を遠巻きに監視しており、秋山が石子に提出してくれた刀根社長とのリフォームの打ち合わせの音声データを奪い取る。
日向理一郎〈50〉
演 - 平田広明（最終話）
タクシー運転手。放火された下川北公園のトイレから焼死体で発見された男性。大庭が社長を務める不動産仲介業者「グリーンエステート」で富山のマンションに投資していたが、投資した途端、入居者が次々退去したので、投資した金の返金を求めていた。
焼死した日、羽男の調査でタクシー会社のトラックからガソリンを容器に移し替えていた映像が防犯カメラから確認され、不動産詐欺の恨みから大庭を焼き殺そうとしたが、妻に迷惑がかかると考え、保険金が妻に支払われるようノイローゼでの焼身自殺を偽装していたことが、妻の綾が遺書の内容を打ち明けたことで明らかとなる。
日向綾
演 - 山本未來（最終話）
理一郎の妻。不動産仲介業者「グリーンエステート」が不動産投資を契約解除してくれないことから、夫が「グリーンエステート」と揉めており、夫は社長の大庭に殺されたはずだと接触してきた羽男と石子に告げる。しかし実際は、夫が保険金を手に入れるためノイローゼによる焼身自殺を偽装しており、夫を自殺する目に合わせ、自分たちを不幸にした大庭が困ればいいと考え、そのことを隠していた。不動産投資をした時期には、大庭はまだ「グリーンエステート」の親会社「ナカマル」にも入社前の部外者であり、今回の不動産投資に何の関わりもないことを知って愕然とし、夫の遺書を検察に提出する。
高岡良樹
演 - 森下能幸（最終話）
「すずかぜ整体院」の整体師。不動産投資詐欺の被害者。整体院の患者で「四つ星ハウジング」の社員・山本広行から相場より安い価格で石川県のマンションオーナーに成れ、満室で直ぐに家賃収入を得られるので損はしないと物件投資を呼びかけられる。満室で遠方ということで内見なしで投資するが、投資した途端、マンションの入居者が次々退去したので、投資した金の返金を求めるが拒否され、やがて電話がつながらなくなり、警察に相談するも詐欺での立件は難しいと言われたため、「潮法律事務所」に相談に訪れた。
タクシー会社社長
演 - 栗田昌治
日向理一郎が勤務するタクシー会社の社長。日向が焼死した日の行動を調べに来た羽男に、会社の防犯カメラの映像を提供する。
磯山裕子
演 - 石丸奈菜美（第8話・最終話）
嵯峨根と共に大庭を放火殺人の容疑で取り調べていた妹尾警察署の刑事。弟の拓が警察まで証言に来たことを大庭家に連絡してくる。
榊原若浩
演 - 森本のぶ（最終話）
「四つ星ハウジング」の社長。バーを経営しており、綿郎がそのバーに弁護士の身分を隠し不動産投資詐欺に関する情報を半年通って探った結果、石川県と富山県で安い物件を購入していたことを掴まれる。
大庭拓〈22〉
演 - 望月歩（最終話）
大庭蒼生の弟。書道を生業としている。生まれつき人と接することが苦手で、昼は家に籠り、夜中に外に出歩いている。蒼生が実家に戻った日、蒼生のジャンパーを着て夜中に外出し、負傷して怯えた状態で帰宅する。後日、警察が燃える公園のトイレから蒼生のジャンパーを着た男が走り去る防犯カメラの映像を証拠に、蒼生を放火容疑で任意同行し、蒼生が自分を庇って放火を自白したことを知り動揺するが、石子から促され、兄を助けようと昼間に警察まで出向き、兄は自分を庇っていて、放火したのは日向理一郎ではなく、もう一人居合わせた別の人物であったことを証言する。
放火の証言で周囲に必死に「蒼、蒼」と訴え、「蒼」という書を何度もしたためており、当初は兄の蒼生のことを言っていると思われたが、後に犯人が蒼色（緑色）のライターで放火したと訴えようとしていることに蒼生は気付き、刀根が緑色のライターを所持していたことを思い出す。
大庭香代子
演 - いしのようこ
大庭蒼生の母親。蒼生が放火殺人容疑で留置され、弟の拓の罪を被ろうとしていることを知り、息子の身を案じる。
大庭敏秀
演 - 中村シユン
大庭蒼生の父親。息子が放火を自白したことを信じられず、動揺する。

#### 最終話
犬塚
演 - 岩谷健司
「四つ星ハウジング」と「グリーンエステート」の代理人弁護士。綿郎曰く「勝つためには手段を択ばない男」。日向綾と高岡が起こした不動産投資詐欺に対する訴訟に仲介業者の「四つ星ハウジング」と「グリーンエステート」に責任はなく、物件の状況を判断せず投資を行った原告自身の責任であると真っ向から対峙するが、「グリーンエステート」の元社長・刀根が日向理一郎を殺害するため放火したことを自白したのをきっかけに、御子神の不動産投資詐欺に加担していたと自供したことから、原告の訴えを全面的に認諾する方向で対処すると述べる。
秋山
演 - 池下重大
石川県のリフォーム会社「あすなろリフォーム」の社長。「四つ星ハウジング」や「グリーンエステート」のマンションリフォームに関わっており、不動産投資詐欺の訴訟で自身の医学部に合格した息子の人生が狂うかもしれないと引き合いに出され、不動産投資で人生が狂った人を助けたいと石子から粘り強い交渉をされた結果、刀根社長と打ち合わせした際の音声データを提出する。
老婦人
演 - 三谷悦代
塩崎の紹介で「潮法律事務所」を訪れた女性。塩崎の蕎麦屋の常連客で愚痴を言い出すと止まらなくなる。家の前を掃除しても次々に通行人がゴミをポイ捨てして切りがないので、ポイ捨てする通行人全員を訴えたいと綿郎に相談する。この「ポイ捨て」という言葉から、羽男は不動産投資詐欺の罪を免れた御子神に一矢報いる奇策を思いつく。
制服警官
演 - 川瀬陽太
吸殻をポイ捨てした直後の御子神を現行犯逮捕する。

## スタッフ
- 脚本 - 西田征史
- 音楽 - 得田真裕
- 主題歌 - RADWIMPS「人間ごっこ」（Muzinto Records / EMI）[78]
- 法律監修 - 國松崇（東京リベルテ法律事務所）[79]
- プロデューサー - 新井順子
- 演出 - 塚原あゆ子、山本剛義
- 編成 - 中西真央、松岡洋太
- 製作 - TBSスパークル、TBS

## 放送日程
| 話数                                                                        | 放送日  | サブタイトル             | ラテ欄                               | 演出       | 視聴率 |
| --------------------------------------------------------------------------- | ------- | ------------------------ | ------------------------------------ | ---------- | ------ |
| 事案01                                                                      | 7月15日 | 窃盗罪                   | カフェで携帯を充電したら訴えられた!? | 塚原あゆ子 | 6.9%   |
| 事案02                                                                      | 7月22日 | 未成年者取消権           | 小学生がゲームで29万課金!?           | 塚原あゆ子 | 6.9%   |
| 事案03                                                                      | 7月29日 | 著作権法違反             | 映画違法アップロードで逮捕!?         | 山本剛義   | 6.8%   |
| 事案04                                                                      | 8月05日 | 救護義務違反             | 依頼人は本当にひき逃げ犯?            | 塚原あゆ子 | 8.4%   |
| 事案05                                                                      | 8月12日 | 相隣紛争                 | ご近所トラブルに隠された謎…          | 山本剛義   | 7.4%   |
| 事案06                                                                      | 8月19日 | 告知義務違反             | 幽霊マンションから夫婦を救え         | 山本剛義   | 7.5%   |
| 事案07                                                                      | 8月26日 | 傷害罪                   | 弁護士はスーパーマンじゃない         | 塚原あゆ子 | 7.0%   |
| 事案08                                                                      | 9月02日 | ウェブサイト情報削除請求 | グルメサイトに載った情報を削除せよ!  | 山本剛義   | 7.0%   |
| 事案09                                                                      | 9月09日 | 放火殺人                 | 仲間が放火で逮捕!?最大の事件が始まる | 塚原あゆ子 | 7.1%   |
| 最終事案                                                                    | 9月16日 | 不動産投資詐欺           | 全ての黒幕は誰だ!?マチベン執念の告発 | 塚原あゆ子 | 8.0%   |
| 平均視聴率 7.3%（視聴率はビデオリサーチ調べ、関東地区・世帯・リアルタイム） |         |                          |                                      |            |        |

- 当初、初回は2022年7月8日に放送予定であったが、同日の午前中に発生した安倍晋三銃撃殺人事件に伴うJNN報道特別番組[83]が19時 - 23時45分に急遽編成されることとなったため、1週間延期となった[84]。
- 初回は22時 - 23時09分の15分拡大放送。

## 受賞歴
- 第113回ザテレビジョンドラマアカデミー賞[85]
  - 最優秀作品賞
  - 主演男優賞：中村倫也
  - 主演女優賞：有村架純
  - 助演男優賞：赤楚衛二
  - 監督賞：塚原あゆ子、山本剛義

## スピンオフドラマ
『塩介と甘実-蕎麦ができるまで探偵-』（しおすけとあまみ そばができるまでたんてい）のタイトルで、本編第1話終了後より動画配信サービス「Paravi」にて配信中。「そば処 塩崎」で働く塩崎啓介が主人公。おいでやす小田の連続ドラマ主演は初となる。
石子と羽男がトラブルを解決する様子にひそかに憧れを抱く「塩介」こと塩崎啓介が、見た目は清楚だが、実は驚くほど毒舌な東大法学部に通う女子大学生・「甘実」こと甘露果也実と凸凹ペアを組み、店を訪れた客の悩みを推理で解決しようと奮闘する軽妙な会話劇。
第6話（最終話）にて、本編の後日談として石子が5回目の司法試験で合格したことが明かされている。

### キャスト（スピンオフドラマ）

#### 主要人物
- 塩崎啓介 - おいでやす小田
- 甘露果也実（あまつゆ かやみ） - 久保史緒里[86]（乃木坂46）

#### ゲスト
- 宇野沙織 - 三倉茉奈[88]（第1話・第2話）
- 大庭蒼生 - 赤楚衛二[89]（第3話・第6話）
- 野上蒼汰 - 草川直弥（ONE N' ONLY）[90]（第4話）
- 甘露昭斗 - 高橋努[91]（第5話）
- 國枝律奈 - 馬場園梓[92]（第6話）
- 石田硝子 - 有村架純[92]（第6話）
- 羽根岡佳男 - 中村倫也[92]（第6話）

### スタッフ（スピンオフドラマ）
- 脚本 - 高矢航志、府川亮介、富安美尋
- 音楽 - 得田真裕
- ナレーション - 垂木勉
- 演出 - 府川亮介
- プロデューサー - 新井順子、阿部愛沙美
- 制作 - TBSスパークル、TBS

### 配信日程
| 各話   | 配信日  | サブタイトル       | 脚本     |
| ------ | ------- | ------------------ | -------- |
| 事案01 | 7月15日 | 経歴詐称（事件編） | 高矢航志 |
| 事案02 | 7月22日 | 経歴詐称（解決編） | 高矢航志 |
| 事案03 | 8月05日 | 起業詐欺           | 府川亮介 |
| 事案04 | 8月19日 | 偽計業務妨害罪     | 府川亮介 |
| 事案05 | 9月02日 | 社内人事トラブル   | 高矢航志 |
| 事案06 | 9月16日 | 個人情報特定       | 府川亮介 |

- 7月29日、8月12日は小田×久保の2ショットスペシャルインタビュー、8月26日、9月9日は特別編（一問一答）を配信[94][95][96]。

## WEB限定企画
『おいでやす小田「潮法律事務所別館-そんなコトで訴えんのかーい!?-」』（おいでやすおだ うしおほうりつじむしょべっかん そんなコトでうったえんのかーい）のタイトルで、WEB限定でおいでやす小田と本作の法律監修を担当する東京リベルテ法律事務所の國松崇弁護士（第一東京弁護士会所属、元TBSテレビ社員弁護士）が実際に起こった、ちょっと変わったありえない法律相談を紹介する。

### 出演者
- おいでやす小田
- 國松崇

### 配信日程
| 各話  | 配信日  |
| ----- | ------- |
| PART1 | 7月19日 |
| PART2 | 7月29日 |
| PART3 | 8月10日 |

## その他
- 本編の動画配信では「通常版」と共に「解説放送版」と称し、視覚障害を持つ人たちへ配慮し「ト書き」や情景描写などがナレーションで解説された編集版も同時配信された。これは第4話で視覚障害を持つキャラクターが登場することから日視連（日本視覚障害者団体連合）に取材した際、盲学生を主人公とした『恋です！〜ヤンキー君と白杖ガール〜』(2021年、日本テレビ系)で全話解説放送された前例を引き合いに、本作での解説放送版を要望され、撮影スケジュールに余力があったことから、それに応えるかたちで全話で実現している[97]。
- 第3話「事案03・著作権法違反」では、10年かけて実現した映画を上映打ち切りに追い込んだファスト映画投稿者の裁判を取り扱った[98][99]。2022年9月9日、コンテンツ海外流通促進機構（CODA）はTBSテレビを訪問し、YouTubeを通じた「ファスト映画」を題材にした制作チームへ感謝状を贈呈した[100]。